# Gert Poelman
Gert Poelman (Gent, 11 juli 1967 - Gent, 6 april 2010) was een Belgisch kanunnik van het Sint-Baafskapittel en vicaris.

## Levensloop
Na zijn humaniorastudies aan het Sint-Gregoriuscollege in Ledeberg, behaalde hij het kandidaatsdiploma in de Germaanse Filologie (Engels-Nederlands). Hij trok daarop naar het Groot-Seminarie en werd in 1993 tot priester gewijd. Van 1993 tot 1996 studeerde hij in Rome aan de pauselijke universiteit 'Gregoriana' en behaalde er een licentie in de theologie, met specialisatie oecumene en dogmatiek.
In 1996 werd hij professor aan het grootseminarie waar hij inleiding in de Schrift, christologie, kerkleer, oecumene en inleiding in de filosofie doceerde en vanaf 1998 was hij lid van de vormingsploeg. Hij doceerde ook aan het Johannes XXIII-seminarie in Leuven. Tot vlak voor zijn dood was hij verantwoordelijke en vanaf 2005 voorzitter voor Vlaanderen van de Interdiocesane Jeugddienst (IJD). De Belgische bisschoppenconferentie benoemde hem in 2007 tot voorzitter van de Katholieke Nationale Commissie voor Oecumene, waar hij sedert 2000 lid van was.
Poelman was zondagsonderpastoor van de St.-Eligiusparochie in Gentbrugge. In 1996 werd hij lid van de redactieraad van Collationes, Vlaams tijdschrift voor theologie en pastoraal. Sinds april 2002 was hij bisschoppelijk vicaris voor jeugdpastoraal, oecumene en interreligieuze dialoog. Hij werd in die functie herbevestigd door Mgr. Luc Van Looy in 2004 en werd tevens titulair kanunnik van het kapittel van de Sint-Baafskathedraal.
Hij overleed op 42-jarige leeftijd na een korte ziekte. De uitvaart gebeurde in de Sint-Baafskathedraal, tijdens de Mis opgedragen door bisschop Van Looy.